# Vánoce bez Rodneyho
Vánoce bez Rodneyho (anglicky „Christmas Without Rodney“) je vědeckofantastická povídka spisovatele Isaaca Asimova. Poprvé vyšla v prosinci 1988 v časopise Isaac Asimov's Science Fiction Magazine. Česky vyšla ve sbírce Vize robotů (1994). V roce 1989 se umístila na 3. místě v kategorii „povídka“ ceny Asimov's Reader Poll.

## Postavy
- Howard – manžel Gracie
- Gracie – manželka Howarda
- Rodney – starší robot Howarda a Gracie
- DeLancey – syn Howarda a Gracie
- Hortense – manželka DeLanceyho
- LeRoy – syn DeLanceyho a Hortense
- Rambo – robot DeLanceyho a Hortense

## Děj
Gracie navrhne manželovi Howardovi, aby dali přes Vánoce jejich robotovi Rodneymu volno. Howard se zpočátku vzpírá, je to přece jen stroj, ale nakonec manželce ustoupí. Poukazuje ale na to, že k nim přes svátky má dojet na návštěvu jejich syn DeLancey s manželkou Hortense a synem LeRoyem. DeLancey je kariérista, který se s Hortense oženil kvůli jejím stykům v obchodním světě. Hortense pohrdá vším staromódním, a přesně taková je domácnost Howarda a Gracie. Totéž platí i o jejich robotovi Rodneym. Gracie vymyslí, že se o obsluhu bude starat Rambo, robot DeLanceyho a Hortense, kterého přivedou s sebou. Rambo ale neumí zacházet s vybavením kuchyně a tak je Howard nucen zavolat Rodneyho. Jelikož Rambo odmítá poslouchat příkazy druhého robota, musí mu je tlumočit Howard. Vše trvá dvakrát tak dlouho, než kdyby to dělal Rodney sám a Howard začíná být znechucený a unavený. Na Štědrý den si najde pro sebe chvilku k odpočinku a sedne si do křesla v tmavém koutě. Je svědkem slídění rozmazleného LeRoye, který přikazuje Rodneymu, aby mu řekl, kde jsou schované dárky. Rodney to odmítne a kluk jej nakopne, čímž si ublíží. Ztropí scénu a žaluje matce, že jej Rodney uhodil. Rozzuřená Hortense požaduje deaktivaci robota, ale Howard, který vše viděl z křesla, neztrácí jistotu. Obrátí se na Ramba, který potvrdí, že chlapec lže. Příští den DeLancey i s rodinou odjíždí domů a Howard se omluví Rodneymu, že to byly hrozné svátky, protože dovolil, aby byly bez něj. Rodney poděkuje a poznamená, že si chvílemi přál, aby zákony robotiky neexistovaly. Když nad tím Howard později přemýšlí, dostane strach. Robot by takto neměl nikdy uvažovat. Ví, že ho nemůže nechat demontovat ať už kvůli manželce nebo proto, aby neposkytl Hortense satisfakci, ale od robotova přání k realizaci už je jen krůček...